# 丹尼克·盧克
丹尼克·盧克（英語：Dennick Luke，2001年1月28日—）是多米尼克田徑中長跑運動員。2022年，他成為800公尺全國紀錄保持者。

## 生涯
丹尼克被選拔參加2024年夏季奧林匹克運動會800公尺比賽。他在開幕式上擔任掌旗官。800公尺比賽，盧克被另一名運動員夾住後摔倒在地，在預賽中獲得第八名。他以1.54:30的成績完成比賽。
他在800公尺的個人最佳成績也是全國紀錄。2022年6月11日，他在牙買加京斯敦國家體育場跑出了1:48.22的成績，打破了埃里森·於爾托在2011年創下的1:48.60保持了11年的紀錄。盧克參加了在英格蘭伯明罕舉行的2022年大英國協運動會，在800公尺預賽中以1分50.06的成績獲得第六名。

## 外部連結
- 丹尼克·盧克在的頁面
- 丹尼克·盧克在Olympics.com的个人资料和比赛数据
- Dennick Luke （页面存档备份，存于） at the Paris 2024 Summer Olympics
- 丹尼克·盧克在Olympedia的个人资料和比赛数据

| 奥林匹克运动会           | 奥林匹克运动会                                          | 奥林匹克运动会     |
| ------------------------ | ------------------------------------------------------- | ------------------ |
| 前任： 尤達尼斯·杜拉諾納 | 多米尼克掌旗官 · 東京 2020 · 巴黎 2024 · 和 · 西婭·拉豐 | 繼任： 'Incumbent' |